# Марадыковский химический арсенал

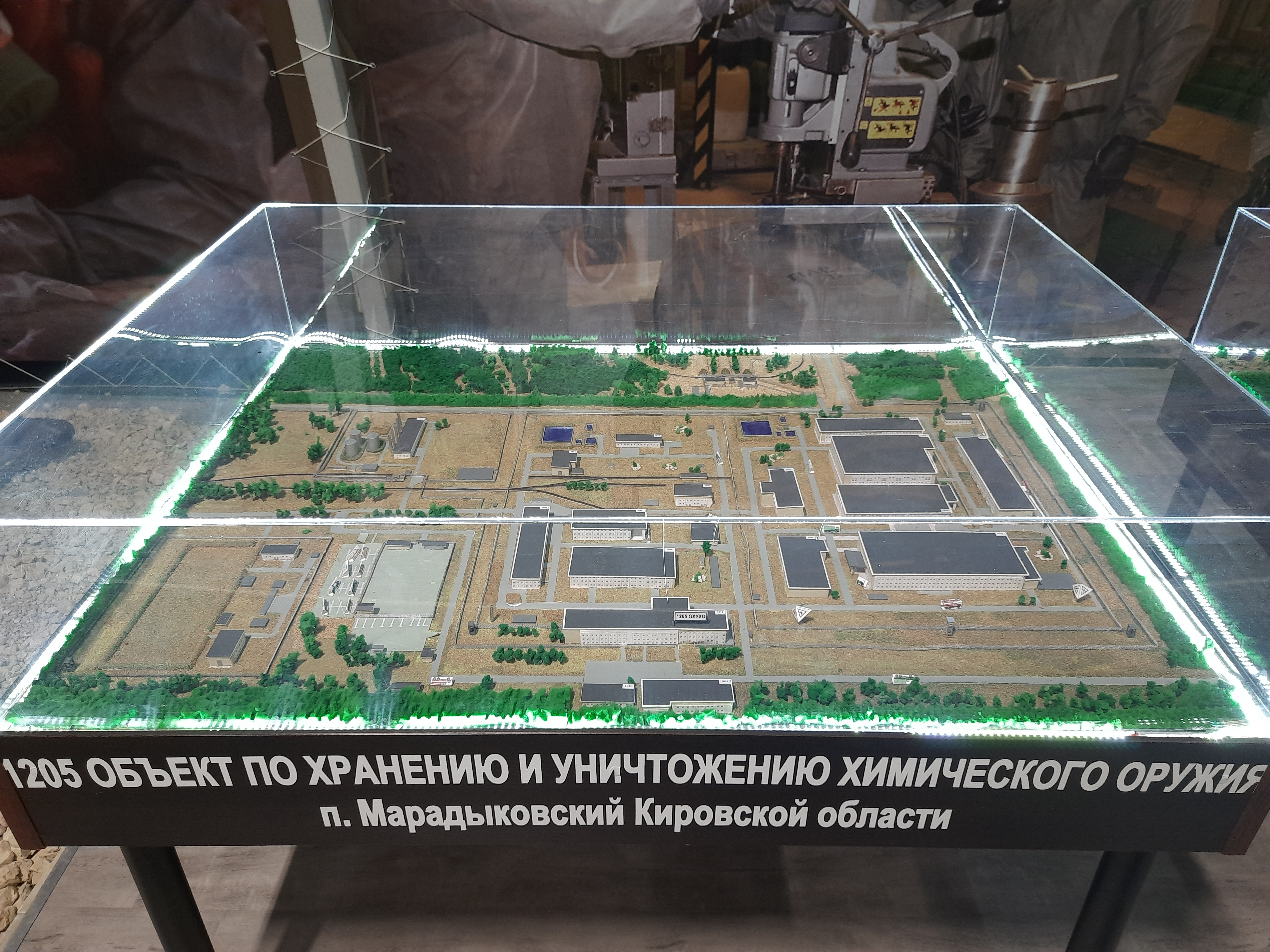
Модель объекта на выставке РХБЗ в парке Патриот

Марадыковский химический арсенал — объект по хранению и утилизации химического оружия в посёлке Мирный Оричевского района Кировской области. Включает в себя объект по хранению химического оружия № 1205 и соответствующий ему завод по уничтожению химического оружия. К моменту начала утилизации химического оружия в России в Марадыковском химарсенале находилось 17,4 % всех российских запасов химического оружия. Это около 6922 тонн боевых отравляющих веществ, из них VX — 4571 тонна, зарина — 231 тонна, зомана — 1972 тонны, ипритно-люизитных смесей (кожно-нарывных) — 148 тонн. По этому показателю арсенал находился на 2 месте в России.

## История
Арсенал в посёлке Марадыково был создан в 1941 году. С 1953 года используется для хранения боеприпасов с отравляющими веществами последних поколений — зарином, зоманом, VX газами, ипритно-люизитными смесями.
В 2006 году в соответствии с международными обязательствами, по федеральной программе УХО («Уничтожение химического оружия») в посёлке началось строительство завода по уничтожению химического оружия. 8 сентября 2006 года состоялась торжественная церемония пуска первой очереди завода, линии по уничтожению VX газа. Завод стал третьим в России, но первым, на котором уничтожалось наиболее ядовитые отравляющие вещества последнего поколения. Поэтому на его открытие съехалось много известных, в том числе и иностранных, гостей и около сотни представителей СМИ.
К концу 2008 года методом щелочного гидролиза на заводе было уничтожено 65 % имеющихся запасов VX газа в арсенале. Термическим обжигом обеззаражено 9181 корпусов авиабомб, в которых хранились отравляющие вещества.
В 2010 г. Росприроднадзор выступил с предложением начать на заводе переработку ртутных ламп после окончания уничтожения химического оружия.
Уничтожение химического оружия завершилось и официальное закрытие арсенала состоялось осенью 2015 года.

## Экология
По заявлениям официальных властей, никакой угрозы здоровью местных жителей нет. За соблюдением экологических и медико-санитарных норм следит Федеральное медико-биологическое агентство. Агентством проводится мониторинг окружающей территории, контролируется уровень ПДК вредных веществ.
22 ноября 2006 года в ряде зарубежных СМИ появились сообщения об аварии на заводе. Позже, в ИТАР-ТАСС было опубликовано опровержение от начальника управления конвенциональных проблем правительства Кировской области Михаила Манина.
В июле 2010 года, германский журнал «Шпигель» упомянул в статье о том, что факт приближения лесных пожаров к арсеналу был «похоронен российскими газетами на задних страницах».
В сентябре 2010 года пресс-служба Кировского отделения КПРФ сообщила о том, что в результате аварии на Марадыковском арсенале около 10 человек пострадало от нервно-паралитического газа зоман. Правительство области опровергло эти сообщения. Впоследствии стало известно, что несколько рабочих завода действительно получило «отравление лёгкой степени тяжести».
В работе 2013 года по исследованию поверхносных вод делается вывод, что «сточные воды с очистных сооружений п. Мирный, войсковой части и ОУХО снижают качество воды в реке» Погиблице. Класс качества воды ниже места сброса сточных вод — грязная (4а)
30 апреля 2019 года премьер-министр РФ Дмитрий Медведев подписал постановление, по которому семь объектов в разных регионах превратятся в комплексы по обработке, утилизации и обезвреживанию отходов I – II классов опасности. Среди них могут оказаться такие вещества, как хлороформ, соли свинца, ртуть - действительно опасные элементы.
В список объектов вошел и «Марадыковский», расположенный в Оричевском районе Кировской области.